# Westhills Stadium
Il Westhills Stadium è uno stadio situato a Langford, in Canada. Ospita le partite casalinghe della squadra di calcio del Pacific FC e alcuni incontri di Rugby organizzati dalla federazione del Canada.

## Storia
Lo stadio venne costruito nel 2012 con un costo di un milione e mezzo di dollari canadesi, 600.000 provenienti da donazioni di privati e il resto erogato dalla città di Langford, proprietaria dell'impianto. Alla sua costruzione disponeva di 1.600 posti a sedere, dislocati in una tribuna sul lato sud del campo. Dopo la sua inaugurazione è stato utilizzato soprattutto dalla federazione di Rugby, che lo ha reso ogni anno la sede della tappa canadese delle World Series di Rugby a 7 femminile. Occasionalmente è stato utilizzato anche dalla squadra dilettantistica di calcio del Victoria Highlanders.
Con la nascita del campionato di calcio della Canadian Premier League, il Westhills Stadium è diventato la casa della locale squadra del Pacific FC. Si sono resi quindi necessari dei nuovi lavori per aumentare i posti a sedere: per la stagione 2019 sarebbero dovuti salire a 6.000 unità, ma alcuni ritardi nei lavori hanno costretto a iniziare il campionato fermandosi a 5.200; la quota inizialmente prevista è stata raggiunta a partire dal match casalingo del 24 agosto 2019. I programmi prevedono di espandersi ulteriormente fino a 8.000 posti, una volta che sarà rimosso un palo dell'alta tensione situato al margine nord della struttura.

## Caratteristiche
La tribuna principale si trova sul lato sud, lungo il lato lungo del campo: la parte centrale è in cemento armato ed è la prima costruita nel 2009, ad essa si affiancano due prolungamenti in legno lamellare inseriti nel 2019. Sui lati corti del campo si trovano ad est la tribuna del tifo organizzato, ad ovest la sezione per famiglie e un'ulteriore tribuna in legno. Sul lato lungo nord non è stato possibile costruire degli spalti a causa della vicinanza di un palo dell'alta tensione.